# 腺叶木蓝
腺叶木蓝（学名：Indigofera glandulifera）为豆科木蓝属下的一个种。

## 扩展阅读
- 維基物種上的相關：腺叶木蓝